# 31. Turniej Czterech Skoczni
31. Turniej Czterech Skoczni był częścią Pucharu Świata w skokach narciarskich w sezonie 1982/1983. Rozgrywany był od 30 grudnia 1982 do 6 stycznia 1983.
Turniej wygrał  Matti Nykänen.

## Oberstdorf
Data: 30 grudnia 1982

Państwo:  RFN

Skocznia: Schattenbergschanze

### Wyniki konkursu
| Poz. | Imię i nazwisko   | Narodowość | Punkty |
| ---- | ----------------- | ---------- | ------ |
| 1.   | Horst Bulau       | Kanada     | 264,9  |
| 2.   | Matti Nykänen     | Finlandia  | 261,8  |
| 3.   | Armin Kogler      | Austria    | 255,2  |
| 4.   | Richard Schallert | Austria    | 251,6  |
| 5.   | Steinar Bråten    | Norwegia   | 251,0  |
| 6.   | Hubert Neuper     | Austria    | 248,7  |
| 7.   | Per Bergerud      | Norwegia   | 248,1  |
| 7.   | Olav Hansson      | Norwegia   | 248,1  |
| 9.   | Piotr Fijas       | Polska     | 247,0  |
| 10.  | Ole Bremseth      | Norwegia   | 245,0  |

## Garmisch-Partenkirchen
Data: 1 stycznia 1983

Państwo:  RFN

Skocznia: Große Olympiaschanze

### Wyniki konkursu
| Poz. | Imię i nazwisko | Narodowość     | Punkty |
| ---- | --------------- | -------------- | ------ |
| 1.   | Armin Kogler    | Austria        | 242,3  |
| 2.   | Steinar Bråten  | Norwegia       | 242,2  |
| 3.   | Jens Weißflog   | NRD            | 241,5  |
| 4.   | Jari Puikkonen  | Finlandia      | 238,5  |
| 4.   | Matti Nykänen   | Finlandia      | 238,5  |
| 6.   | Horst Bulau     | Kanada         | 236,5  |
| 7.   | Per Bergerud    | Norwegia       | 235,9  |
| 8.   | Klaus Ostwald   | NRD            | 234,7  |
| 9.   | Pentti Kokkonen | Finlandia      | 234,5  |
| 10.  | Pavel Ploc      | Czechosłowacja | 232,2  |

## Innsbruck
Data: 4 stycznia 1983

Państwo:  Austria

Skocznia: Bergisel

### Wyniki konkursu
| Poz. | Imię i nazwisko   | Narodowość | Punkty |
| ---- | ----------------- | ---------- | ------ |
| 1.   | Matti Nykänen     | Finlandia  | 249,5  |
| 2.   | Jens Weißflog     | NRD        | 243,3  |
| 3.   | Horst Bulau       | Kanada     | 241,9  |
| 4.   | Ernst Vettori     | Austria    | 238,6  |
| 5.   | Pentti Kokkonen   | Finlandia  | 236,4  |
| 6.   | Per Bergerud      | Norwegia   | 234,3  |
| 7.   | Hansjörg Sumi     | Szwajcaria | 228,4  |
| 7.   | Ole Bremseth      | Norwegia   | 228,4  |
| 9.   | Jari Puikkonen    | Finlandia  | 226,5  |
| 10.  | Richard Schallert | Austria    | 225,4  |

## Bischofshofen
Data: 6 stycznia 1983

Państwo:  Austria

Skocznia: Paul-Ausserleitner-Schanze

### Wyniki konkursu
| Poz. | Imię i nazwisko   | Narodowość | Punkty |
| ---- | ----------------- | ---------- | ------ |
| 1.   | Jens Weißflog     | NRD        | 256,7  |
| 2.   | Olav Hansson      | Norwegia   | 249,7  |
| 3.   | Richard Schallert | Austria    | 248,7  |
| 4.   | Klaus Ostwald     | NRD        | 245,0  |
| 5.   | Pentti Kokkonen   | Finlandia  | 242,2  |
| 6.   | Per Bergerud      | Norwegia   | 241,2  |
| 7.   | Matti Nykänen     | Finlandia  | 240,0  |
| 8.   | Steinar Bråten    | Norwegia   | 239,1  |
| 9.   | Ole Bremseth      | Norwegia   | 237,8  |
| 10.  | Ivar Mobekk       | Norwegia   | 233,0  |

## Klasyfikacja generalna
| Poz. | Skoczek           | Kraj      | Punkty |
| ---- | ----------------- | --------- | ------ |
| 1.   | Matti Nykänen     | Finlandia | 989,8  |
| 2.   | Jens Weißflog     | NRD       | 972,2  |
| 3.   | Horst Bulau       | Kanada    | 960,9  |
| 4.   | Per Bergerud      | Norwegia  | 959,5  |
| 5.   | Steinar Bråten    | Norwegia  | 955,1  |
| 6.   | Richard Schallert | Austria   | 954,6  |
| 7.   | Pentti Kokkonen   | Finlandia | 952,1  |
| 8.   | Olav Hansson      | Norwegia  | 945,9  |
| 9.   | Ole Bremseth      | Norwegia  | 936,8  |
| 10.  | Klaus Ostwald     | NRD       | 929,1  |